# Maison Pénanault
Le maison Pénanault est un hôtel particulier situé à Morlaix, dans le département du Finistère.

## Histoire
Ce bâtiment fait l’objet d’une inscription au titre des monuments historiques depuis le 21 juin 2006.